# Xã Linton, Quận Allamakee, Iowa
Xã Linton (tiếng Anh: Linton Township) là một xã thuộc quận Allamakee, tiểu bang Iowa, Hoa Kỳ. Năm 2010, dân số của xã này là 305 người.